# Mobile Suit Gundam F91
Mobile Suit Gundam F91 (機動戦士ガンダムＦ91, Kidō Senshi Gandamu F91) is een Japanse animefilm uit 1991, gebaseerd op de Gundam-franchise. De film werd geregisseerd door Yoshiyuki Tomino in een poging een nieuwe Gundam-saga te starten. Hij werkte samen met karakterontwerper Yoshikazu Yasuhiko en mecha-ontwerper Kunio Okawara. De film werd uitgebracht op 16 maart 1991.

## Verhaal
Na generaties van vrede breekt een nieuw conflict uit. De aardse federatie heeft in de afgelopen jaren nieuwe ruimtekolonies gebouwd voor de alsmaar toenemende bevolking,maar de Crossboven Vanguard wil deze kolonies inlijven bij hun organisatie, en zo een aristocratie genaamd "Cosmo Babylonia" oprichten.
Centraal staan de tiener Seabook Arno en zijn vriendin Cecily Fairchild. Cecily’s grootvader is lid van de Crossbone Vanguard militia. Seabook wordt door omstandigheden gedwongen om de Gundam F19 te besturen en de troepen te leiden in de strijd. Deze Gundam is deels ontworpen door zijn vervreemde moeder, Dr. Monica Arno.

## Rolverdeling
| Acteur          | Personage                      |
| --------------- | ------------------------------ |
| Kouji Tsujitani | Seabook Arno                   |
| Masaki Maeda    | Carozzo "Iron Mask" Ronah      |
| Yumi Touma      | Cecily Fairchild / Berah Ronah |
| Chie Koujiro    | Annamarie Bourget              |
| Kiyoyuki Yanada | Zabine Chareux                 |
| Mari Yoko       | Leahlee Edaberry               |
| Sayuri Ikemoto  | Reese Arno                     |
| Takeshi Kusao   | Dorel Ronah                    |
| Teppei Takasugi | Meitzer Ronah                  |
| Mikio Terashima | Leslie Arno                    |
| Miyoko Shoji    | Monica Arno                    |
| Takeshi Watabe  | Cosmo Eigesse                  |
| Tamio Ohki      | Theo Fairchild                 |
| Yoku Shioya     | Birgit Pirjo                   |

## Achtergrond
Het verhaal van de film was eigenlijk gepland voor een nieuwe televisieserie, maar deze kwam er niet door onenigheid onder de staf. Nadat de scripts voor de eerste 13 afleveringen waren geschreven werd het project gestaakt. Daarom werd besloten om het verhaal te verwerken tot een film.
Omdat het verhaal dat eigenlijk bedoeld was voor een serie van 50 afleveringen nu moest worden afgehandeld binnen een film van minder dan 2 uur, moesten er een hoop dingen worden gewijzigd. Veel plotelementen werden weggelaten. Deze plotelementen zijn vaak wel weer terug te vinden in Tomino’s tweedelige romanversie van de film.
Noemenswaardig is de filmmuziek, die grote gelijkenissen vertoond met John Williams' muziek voor Star Wars: Episode V: The Empire Strikes Back (1980).